# Creature from Black Lake
Creature from Black Lake är en amerikansk skräckfilm regisserad av Joy N. Houck Jr. och producerad av American International Pictures. Filmen är en del av 1970-talets skräck- och monsterfilmsvåg, och följer en typisk B-filmsberättelse om en Bigfoot-liknande varelse som terroriserar en avlägsen landsbygd.

## Handling
Filmen utspelar sig i en avlägsen träskmark i Chicago, där en serie oförklarliga försvinnanden inträffar. Lokala invånare talar om en mytisk varelse som sägs bo i den mörka sjön Black Lake och som har blivit känd som "The Creature". Två unga forskare, Pahoo (spelad av Dennis Fimple) och Rives (spelad av John David Carson), reser till området för att undersöka händelserna och försöka bevisa att den legendariska varelsen faktiskt existerar.
Under sin undersökning stöter de på den fientliga lokalbefolkningen, som är rädda för varelsen, och en rad skrämmande och mystiska händelser som tyder på att något farligt verkligen lurar i sjön. Varelsen, som liknar en Sasquatch, börjar att aktivt attackera och skrämma invånarna. Pahoo och Rives får också hjälp av en lokal förmåga, Joe Clanton (spelad av Jack Elam), för att försöka att stoppa varelsen.

## Mottagande och kulturpåverkan
Creature from Black Lake mottogs blandat av kritiker och publik vid premiären. Trots sin låga budget och ibland enkla specialeffekter, blev filmen populär bland fans av skräckfilmer och monsterfilmer från 1970-talet. Filmen är en typisk exempel på Bigfoot-genren, där myten om Sasquatch blandas med skräckelement och en känsla av isolation och mystik. Creature from Black Lake har genom åren blivit en kultklassiker, särskilt bland fans av B-filmer och 1970-talets skräcktradition.